# 張象
張象，東吳末年軍事人物，官至游击将军。
在晋灭吴之战中，晋朝平东将军、假节、都督益梁诸军事王濬直抵三山，吴帝孙皓遣张象率舟军万人抵御，张象的军队望见王濬的军旗就投降了。

## 文学形象
在罗贯中历史小说《三国演义》中，张象为东吴前將軍。在晋灭吴之战中，孙皓拨御林诸军给陶濬上流迎敌，命张象率水兵下江迎敌。二人部兵正行，不想西北风大起，东吴旗帜不能立，尽倒竖于舟中，兵卒不肯下船，四散奔走，只剩张象数十军待敌。王濬进军时，张象引从军请降。王濬说如果是真心投降，便应作为前部立功。于是张象回本船，直至石头城下，叫开城门，接入晋军。孙皓闻讯，自缚率文武向王濬投降，东吴灭亡。